# Leone Adamini

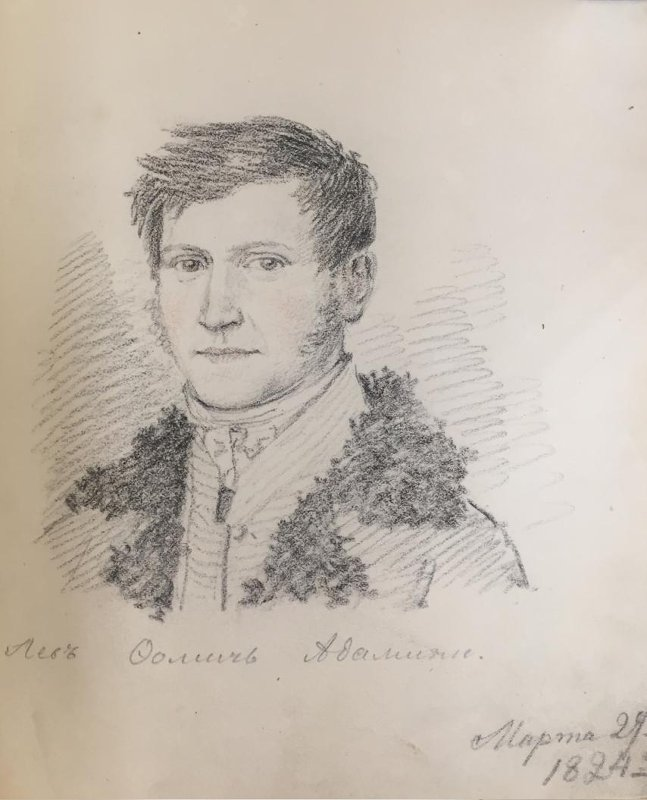
Portrait von Leone Adamini

Leone Adamini, auch Lew Fomitsch Adamini, (russisch Леоне Адамини, Лев Фомич Адамини; * 18. September 1789 in Agra-Bigogno, Kanton Tessin; † 28. Augustjul. / 9. September 1854greg. in St. Petersburg) war ein russischer Architekt Schweizer Herkunft.

## Leben
Adaminis Großvater Leone Adamini, Vater Tommaso Adamini (Foma Leontjewitsch Adamini), Bruder Domenico Adamini (Dementi Fomitsch Adamini) und Vetter Antonio Adamini (Anton Ustinowitsch Adamini) waren Architekten in Russland.
Adamini kam mit seinem Vater und seinem Bruder 1796 nach St. Petersburg. Er trat in den russischen Staatsdienst und arbeitete zunächst als Architekt der Kaiserlichen Alexandrowskoje-Manufaktur, die die erste russische mechanisierte Baumwollspinnerei mit bis zu 300 Waisenhauskindern war. 1817–1828 arbeitete er in Pawlowsk. Im Auftrag Fürst Alexei Kurakins projektierte er das Kurakin-Armenhaus in Pawlowsk (1820–1821). Zusammen mit seinem Bruder Domenico baute er die Katharina- und Mariä-Geburt-Kirche in Pawlowsk um (1822–1824, 1829). Adamini projektierte die römisch-katholische Johannes-der-Täufer-Kirche in Zarskoje Selo und baute sie mit seinem Bruder Domenico (1825–1826).
Adamini war Mitglied verschiedener Baukommissionen für den Bau des neuen Bolschoi-Theaters (1828), für den Bau und die Fertigstellung der Häuser bei der Tschernyschow-Brücke und hinter dem Alexandrinski-Theater (1830–1835), für den Wiederaufbau des Winterpalasts nach dem Brand (1838–1840), für den Bau des Palasts der Großfürstin Marija Nikolajewna (1840–1845), für den Ausbau der Isaakskathedrale (1844), für den Umbau des Marmorpalasts (1849), für das Krankenhaus zum Gedenken an die Großfürstin Alexandra Nikolajewna (1845–1848), für das neue Gebäude des Ordensamts (1847–1850).
Adamini war seit 1838 Titulärrat (9. Rangklasse), wurde dann Kollegienassessor (8. Rangklasse) und 1848 Hofrat (7. Rangklasse).
Adamini starb in St. Petersburg und wurde auf dem Smolensker Friedhof in der lutherischen  (deutschen) Abteilung begraben.

## Ehrungen
- Russischer Orden der Heiligen Anna III. Klasse[3]
- Goldmedaille für die Wiederherstellung des Winterpalasts (1839)

## Bilder

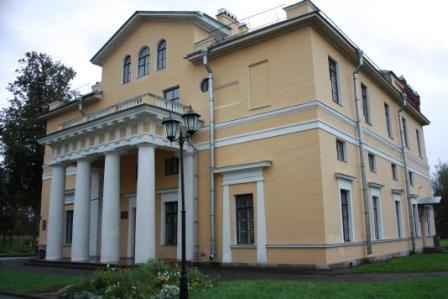
Kurakin-Armennaus, Pawlowsk
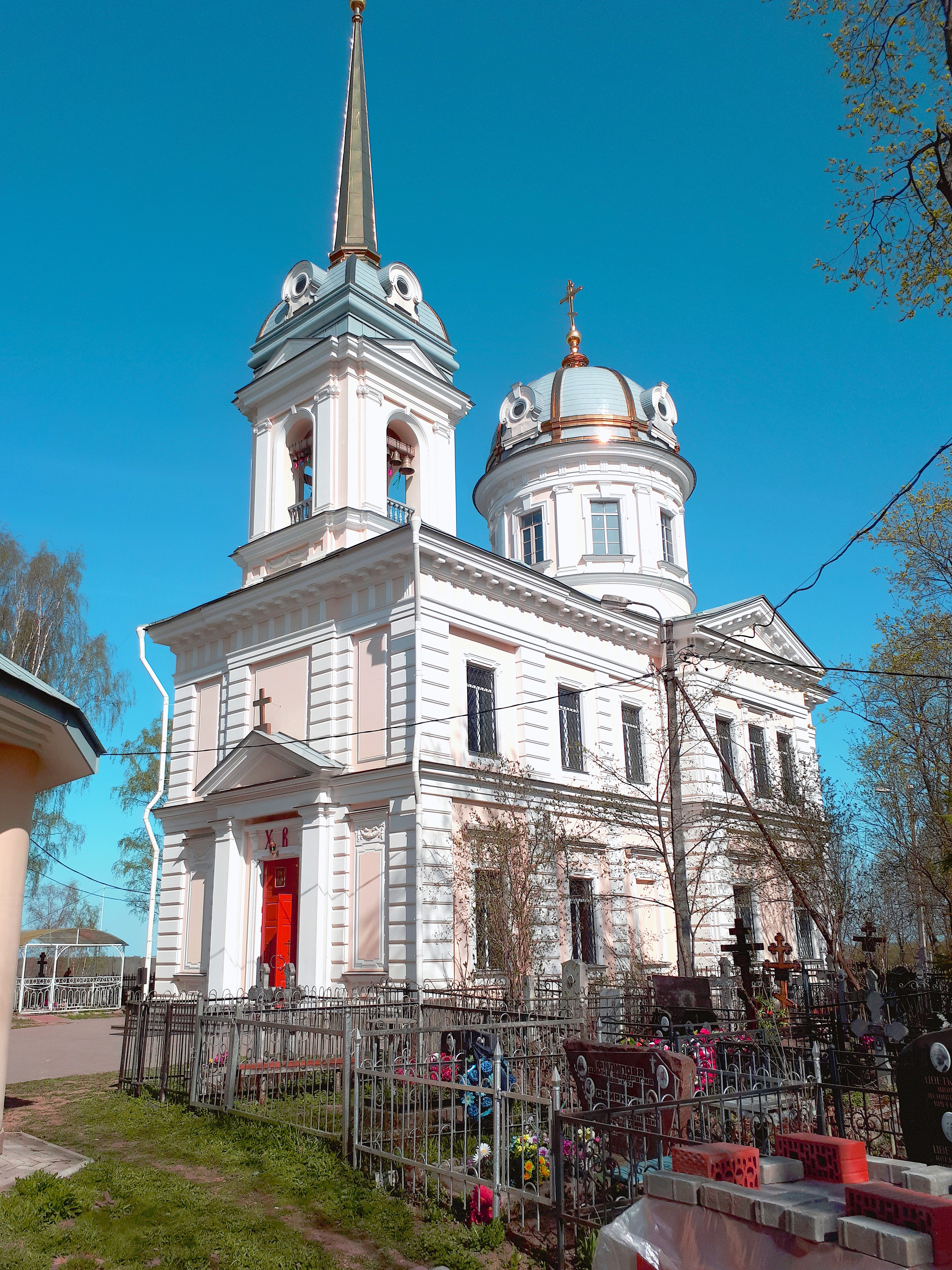
Katharina- und Mariä-Geburt-Kirche, Pawlowsk
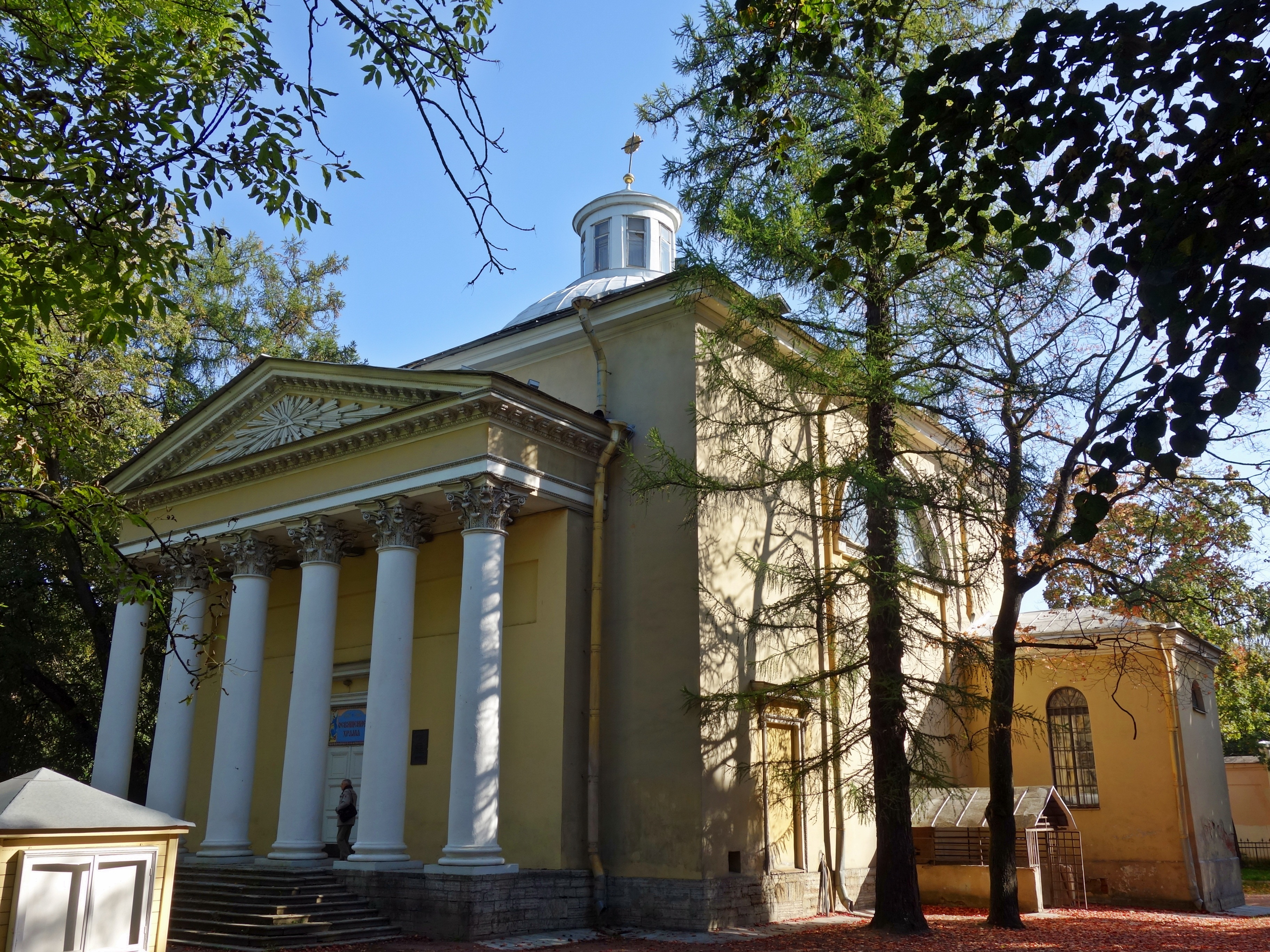
Römisch-Katholische Johannes-der-Täufer-Kirche, Zarskoje Selo